# Beilstein (Mosel)

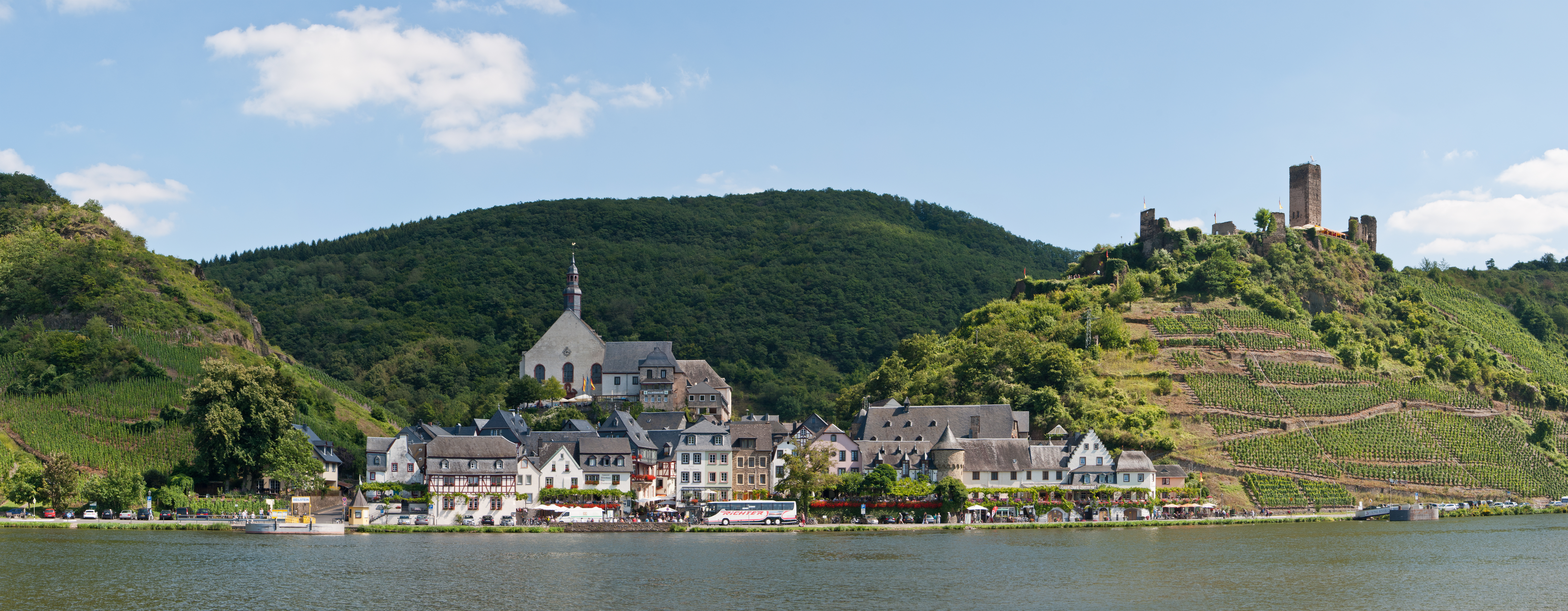
Panoramasicht auf Beilstein mit Burg Metternich (auf dem rechten Moselufer)

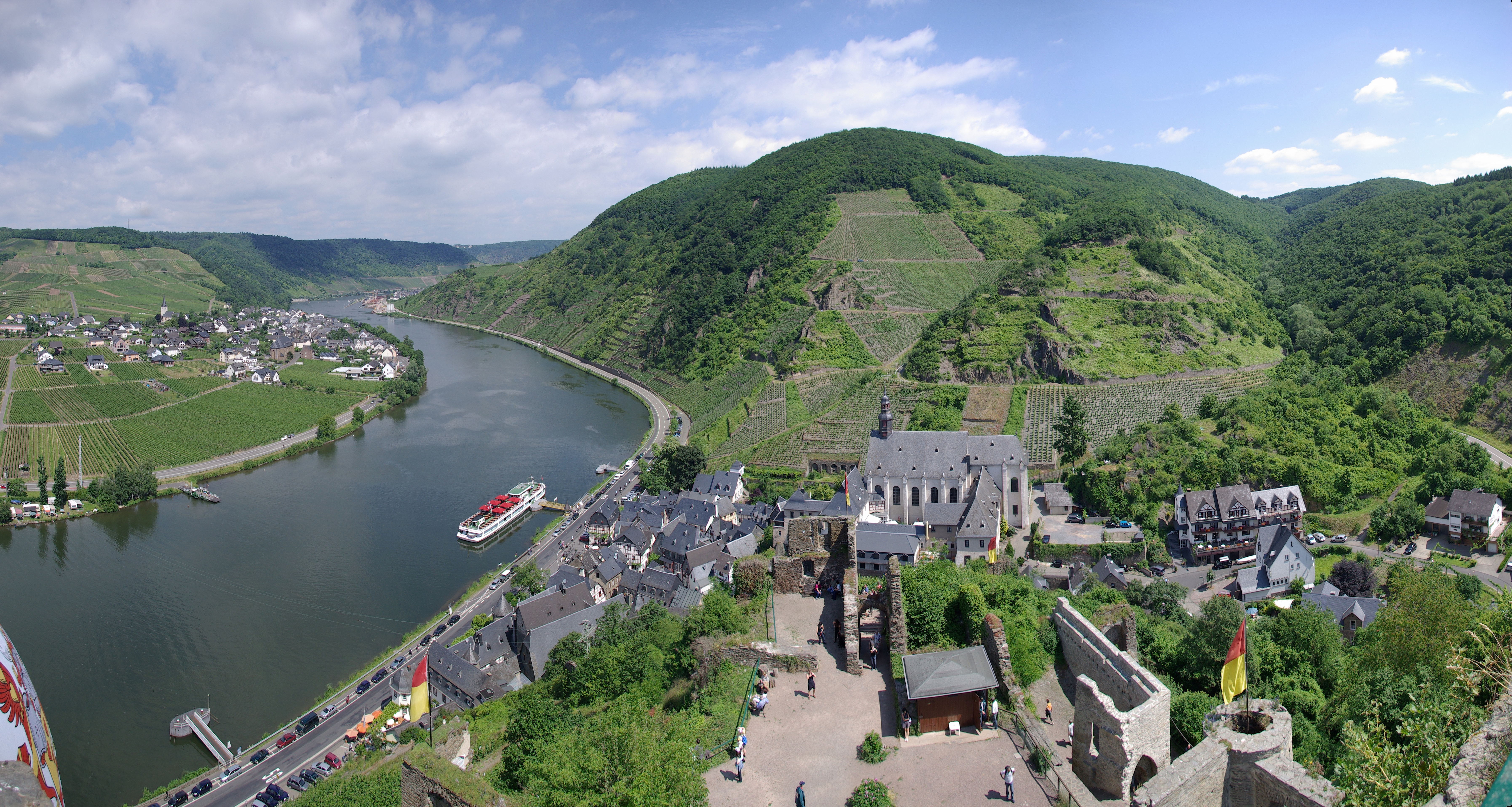
Beilstein vom Turm der Burg Metternich von Westen gesehen

Beilstein ist eine Ortsgemeinde im Landkreis Cochem-Zell in Rheinland-Pfalz. Sie gehört der Verbandsgemeinde Cochem an.

## Geographie
Beilstein liegt, nur durch eine Straße vom Fluss getrennt, am rechten Ufer der Mosel.
Das 3 km lange Beilsteiner Flüsschen, der 2 km lange Hinterbach und der 1 km lange Bach Im Silberberg
münden dort in die Mosel.

## Geschichte
Funde von fränkischen Gräbern bezeugen Beilsteins Besiedlung bereits um 800 n. Chr. Seit 1268 war der Ort Lehnsbesitz der Herren von Braunshorn. Unter Johann von Braunshorn (1299–1346) erhielt das mit einer Mauer befestigte Beilstein im Jahre 1309 von König Heinrich VII. die Stadtprivilegien. Seither ist auch eine jüdische Gemeinde urkundlich belegt. Ihr jüdischer Friedhof oberhalb der Burg besteht noch heute. 1310 wurde die ehemalige Pfarrkirche gestiftet. Nach dem Aussterben des Geschlechtes der Braunshorn ging das Lehen 1362 an die von Winneburg über. Nachdem das bischöfliche Kurtrier 1488 Beilstein in Besitz genommen hatte, belehnte es 1652 die Reichsgrafen von Metternich mit der Herrschaft Winneburg und Beilstein. 1689 erfolgte die Zerstörung der Burg Metternich („Die stolze Gemäuer“) durch französische Truppen. Ein Karmeliterkloster wurde 1636 vor Ort gegründet; 1691 erfolgte die Grundsteinlegung der Karmeliter-Klosterkirche, die 1783 vollendet wurde. Der Konvent wurde 1803 aufgehoben. 
Im 17. und 18. Jahrhundert entstand das Ortsbild, welches bis heute weitgehend erhalten geblieben ist. Die Herrschaft der Reichsgrafen von Metternich endete im Jahr 1794 mit der Besetzung durch französische Revolutionstruppen. Von 1798 bis 1814 gehörte der Ort zum Kanton Zell im Rhein-Mosel-Département und war Hauptort einer Mairie. 1815 wurde der Ort auf dem Wiener Kongress dem Königreich Preußen zugeteilt und gehörte danach zur Bürgermeisterei Senheim im Kreis Zell. Seit 1946 ist der Kreis Teil des Landes Rheinland-Pfalz.

## Politik

### Gemeinderat
Der Gemeinderat in Beilstein besteht aus sechs Ratsmitgliedern, die bei der Kommunalwahl am 9. Juni 2024 in einer Mehrheitswahl gewählt wurden, und dem ehrenamtlichen Ortsbürgermeister als Vorsitzendem.

### Bürgermeister
Mathias Herzer-Losen wurde am 12. September 2024 Ortsbürgermeister von Beilstein. Da bei der Direktwahl am 9. Juni 2024 kein Bewerber angetreten war, oblag die Neuwahl des Bürgermeisters gemäß rheinland-pfälzischer Gemeindeordnung dem Rat. Dieser entschied sich auf seiner zweiten Sitzung einstimmig für den bisherigen Ersten Beigeordneten Mathias Herzer-Losen.
Sein Vorgänger Eugen Herrmann war zuletzt am 25. Juni 2019 ebenfalls einstimmig durch den damaligen Gemeinderat für weitere fünf Jahre in seinem Amt bestätigt worden und kandidierte bei der Wahl 2024 nicht erneut als Ortsbürgermeister.

### Wappen
Blasonierung: Das Wappen ist geviertelt. Im 1. Feld in Gold es einen ein roten rechten Stufenbalken. Im 2. Feld in Schwarz eine silberne Muschel. Im 3. Feld in Rot ein silbernes Hifthorn. Im 4. Feld in Silber ein rotes Balkenkreuz. Das junge Wappen wurde von Alfons Friderichs gestaltet.
Siehe auch: Liste der Kommunalwappen mit der Jakobsmuschel in Deutschland
| altes Wappen | Das ältere Wappen von Beilstein stammt aus dem Jahre 1951 und basierte auf dem Wappen derer von Braunshorn. |

## Sehenswürdigkeiten
Die Siedlung hat eines der am besten erhaltenen historischen Ortsbilder an der Mosel und wird daher auch als „Miniatur-Rothenburg“ oder „Dornröschen der Mosel“ bezeichnet. Überragt wird das Dorf, das trotz geringer Größe städtischen Charakter hat, von der Ruine der Burg Metternich, die einst dem gleichnamigen Fürstengeschlecht gehörte.
Der Ort ist eine Pilgerstätte, da dort die „Wunderbare Schwarze Madonna“ in der barocken Kloster- oder Karmeliterkirche St. Josef aufgestellt ist. Es ist eine Statue spanischen Ursprungs aus dem 12./13. Jahrhundert. 1620 hatten die Spanier im Dreißigjährigen Krieg den Ort erobert. Sie brachten aus ihrer Heimat die Skulptur mit und überließen die Schwarze Madonna den Beilsteinern am Ende ihrer vierzehn Jahre währenden Besatzung. Nachdem 1948 wieder Karmeliterpatres in das Kloster eingezogen waren, brachte man 1950 in einer feierlichen Prozession das Gnadenbild der Schwarzen Madonna, das zwischenzeitlich nach Trier in das Diözesanmuseum gelangt war, unter großer Anteilnahme der Bevölkerung wieder in die Beilsteiner Kirche zurück.
Die Orgel in der Klosterkirche ist ein Werk des Orgelbauers Balthasar König aus Münstereifel/Köln aus dem Jahre 1738. Eine Restaurierung im Jahr 2002 gab dem Instrument den originalen Klang mit der ursprünglichen Disposition zurück.
Siehe auch: Liste der Kulturdenkmäler in Beilstein

## Bilder

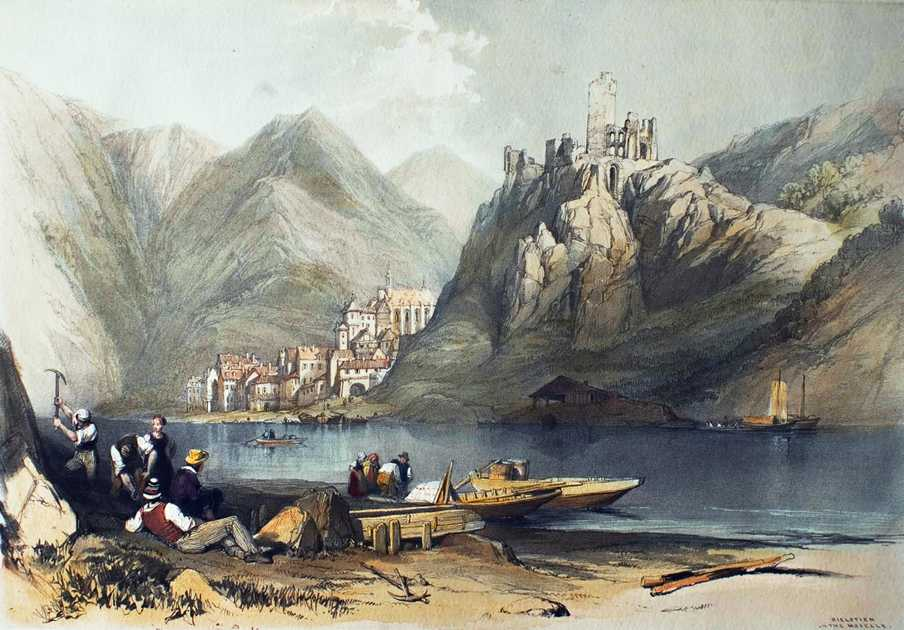
Aquarell von Clarkson Stanfield, 1838
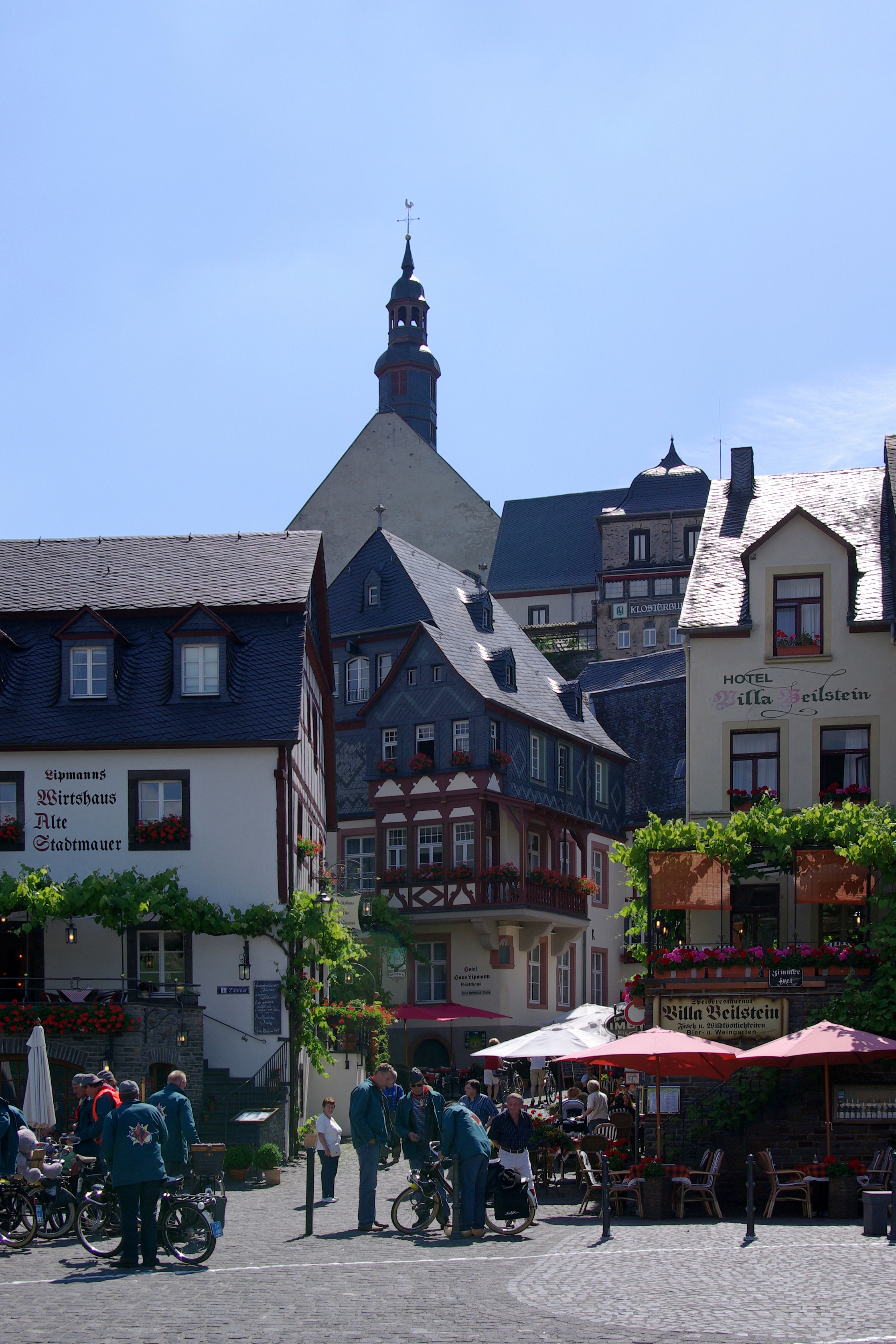
Der zentrale Ortseingang
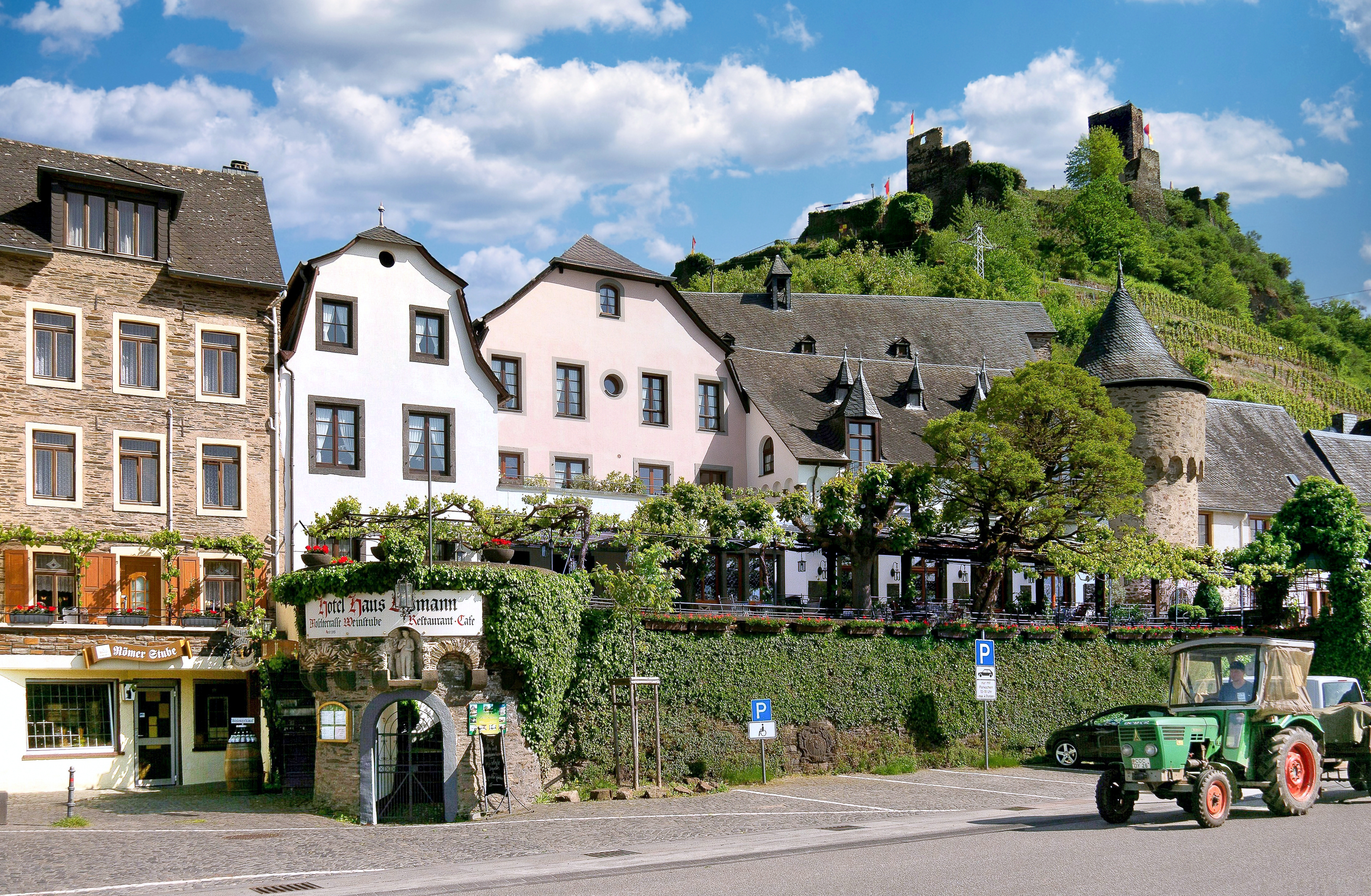
Blick von der Moselstraße zur Burgruine
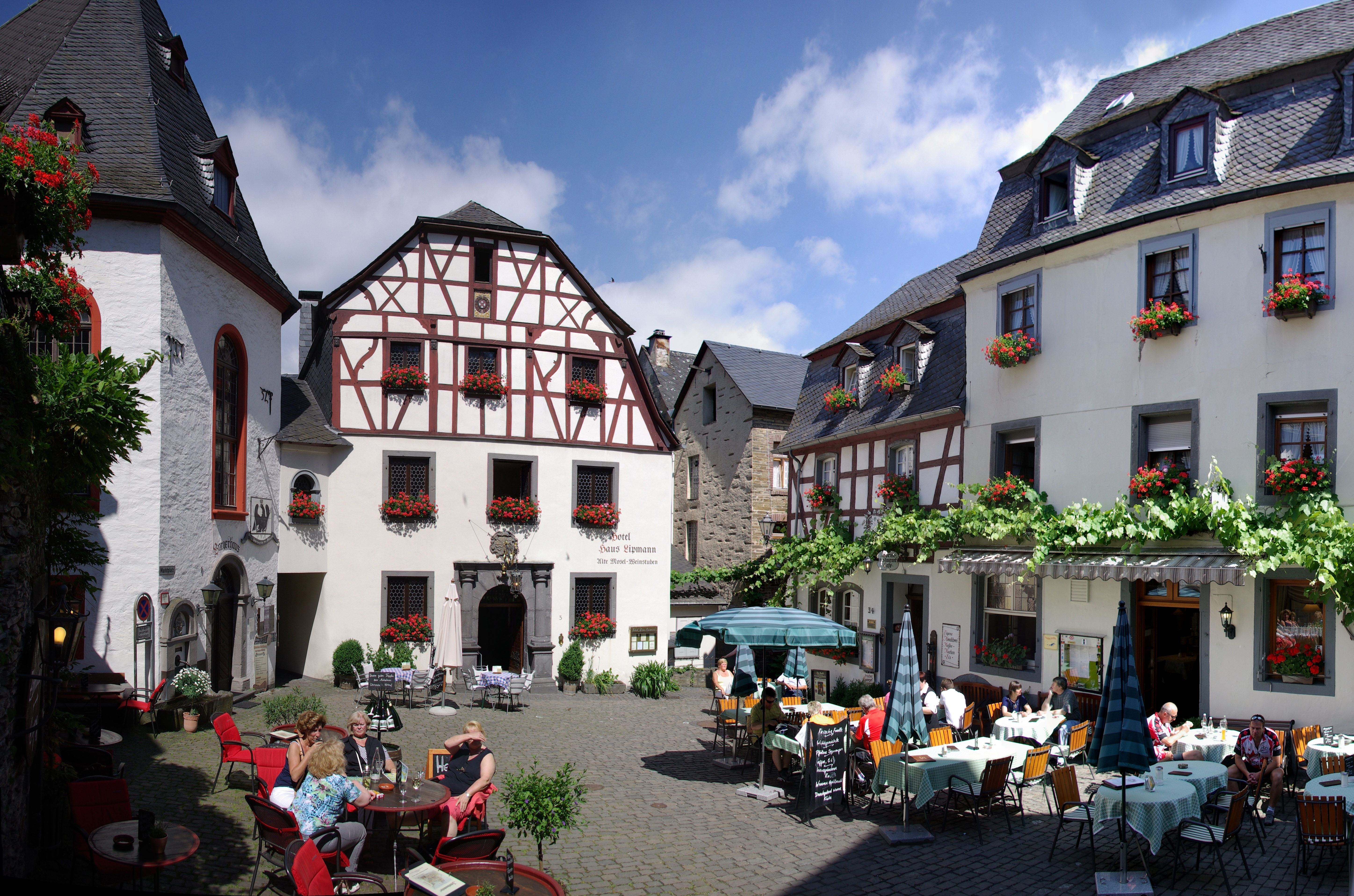
Marktplatz (Blickr. N)
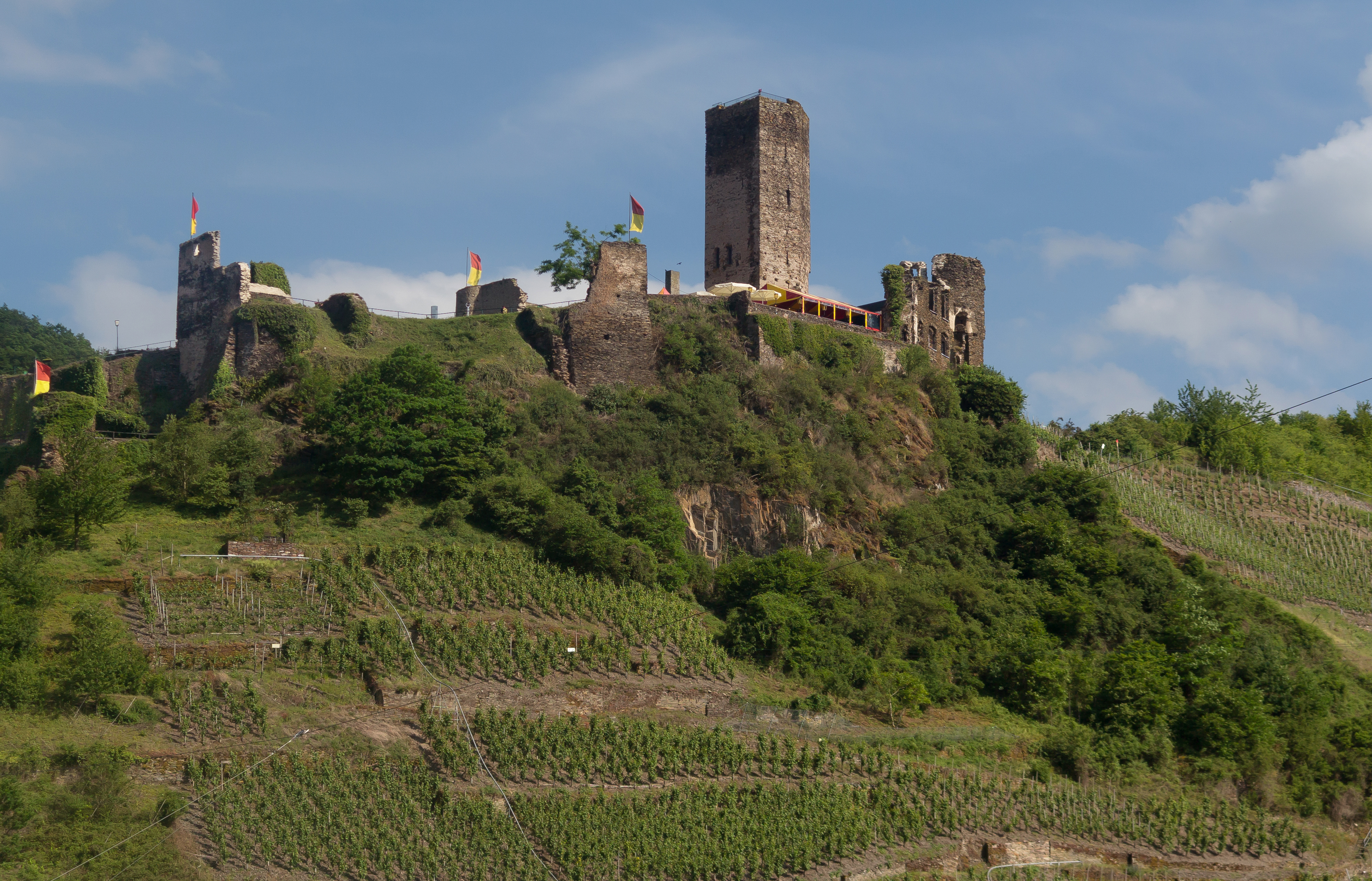
Burg Metternich
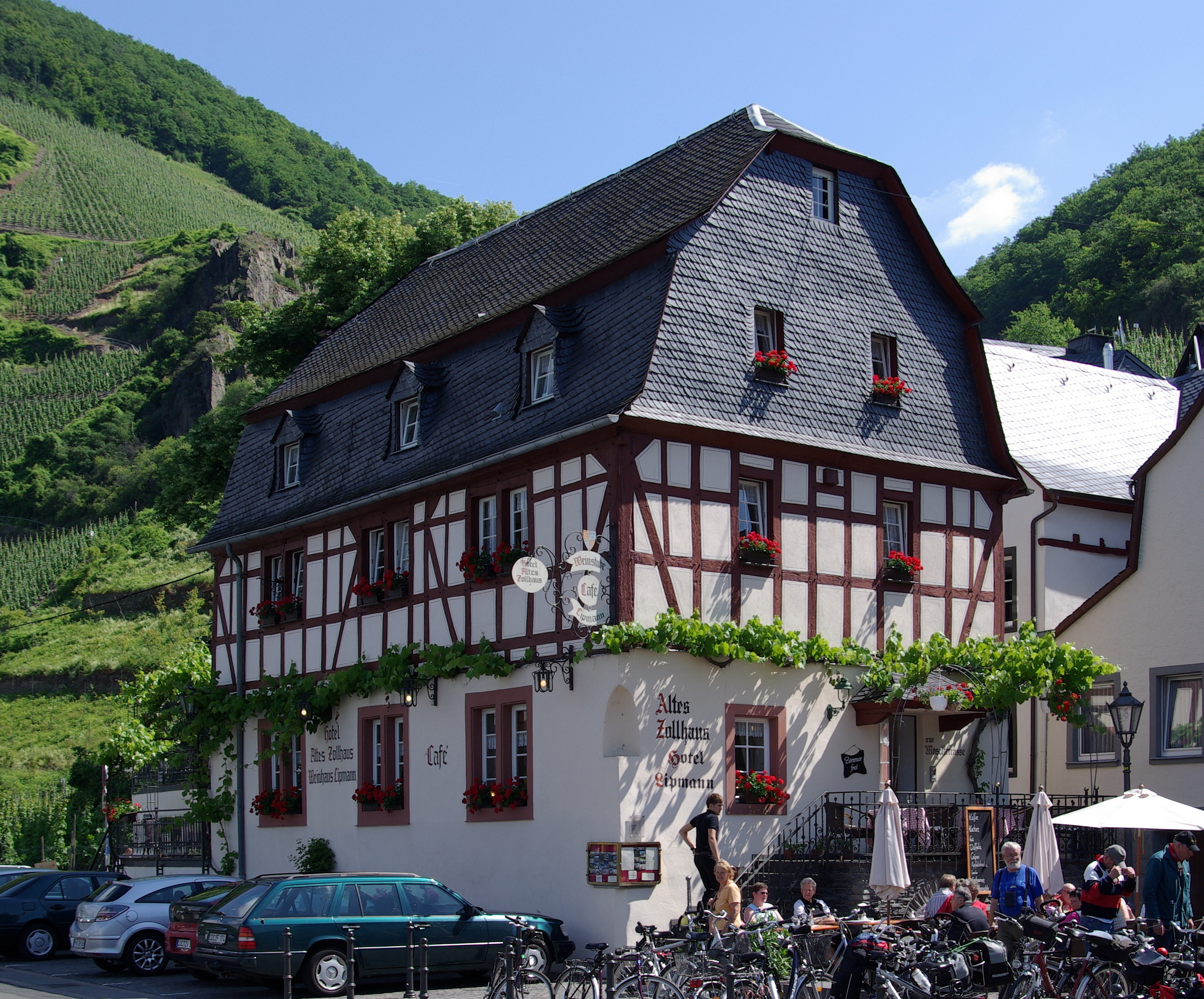
Altes Zollhaus
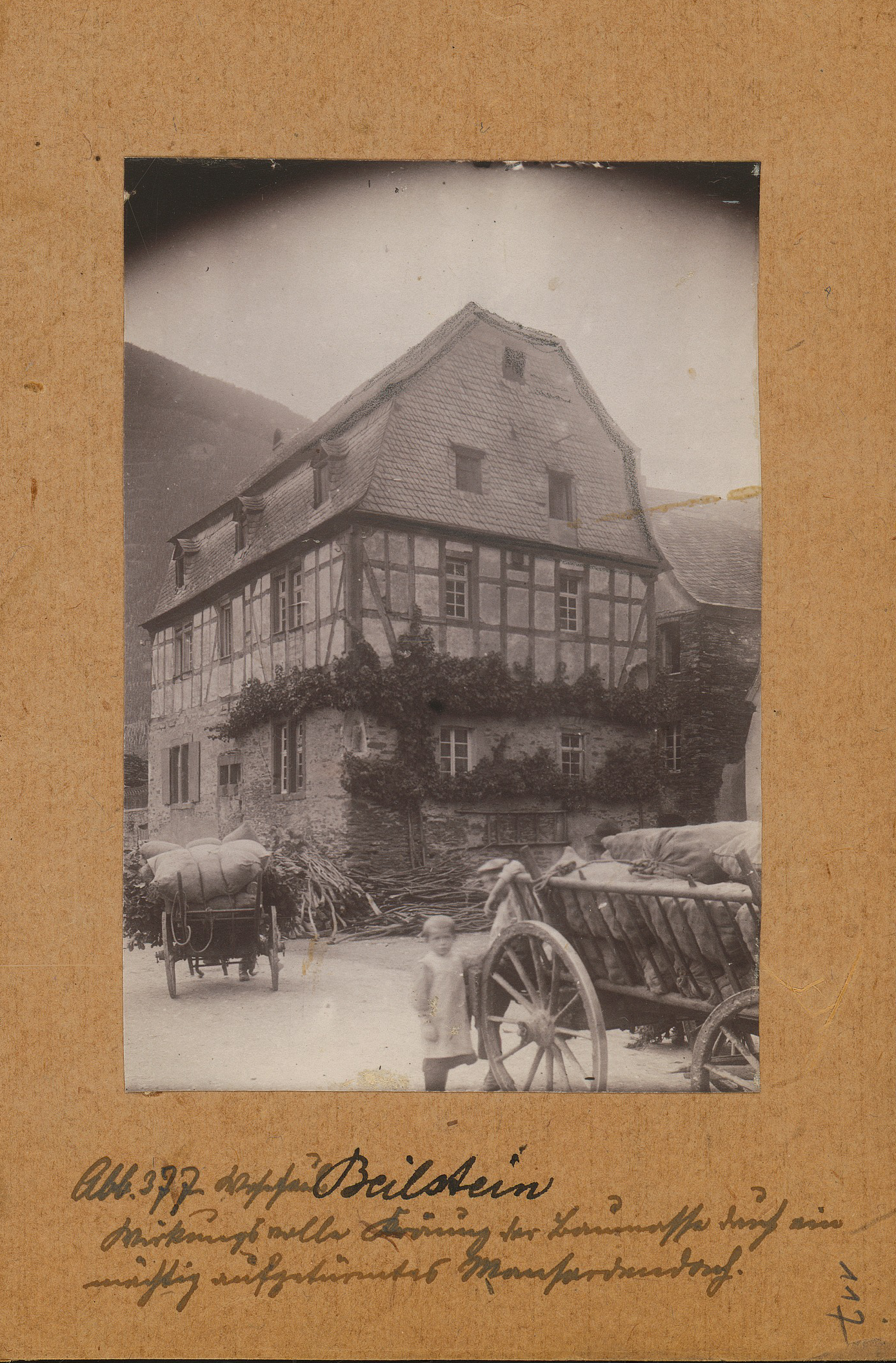
Altes Zollhaus um 1900
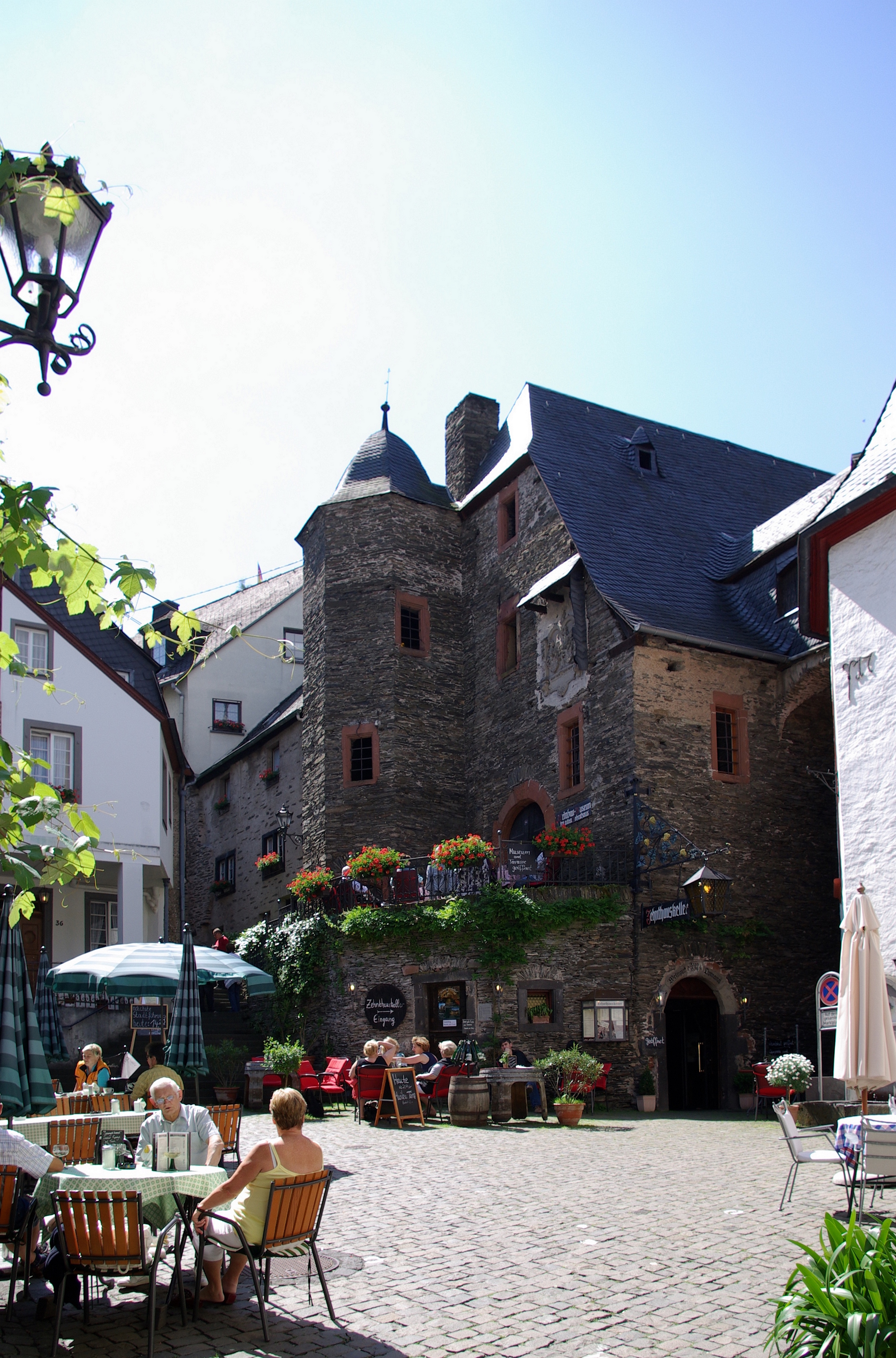
Zehnthaus
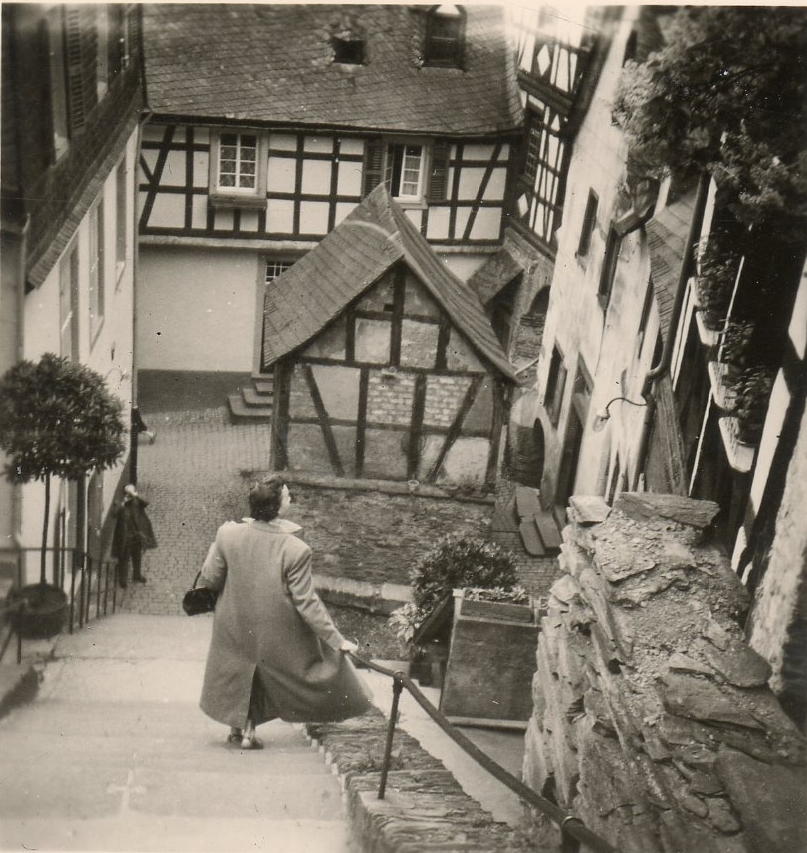
Klostertreppe um 1956, abwärts
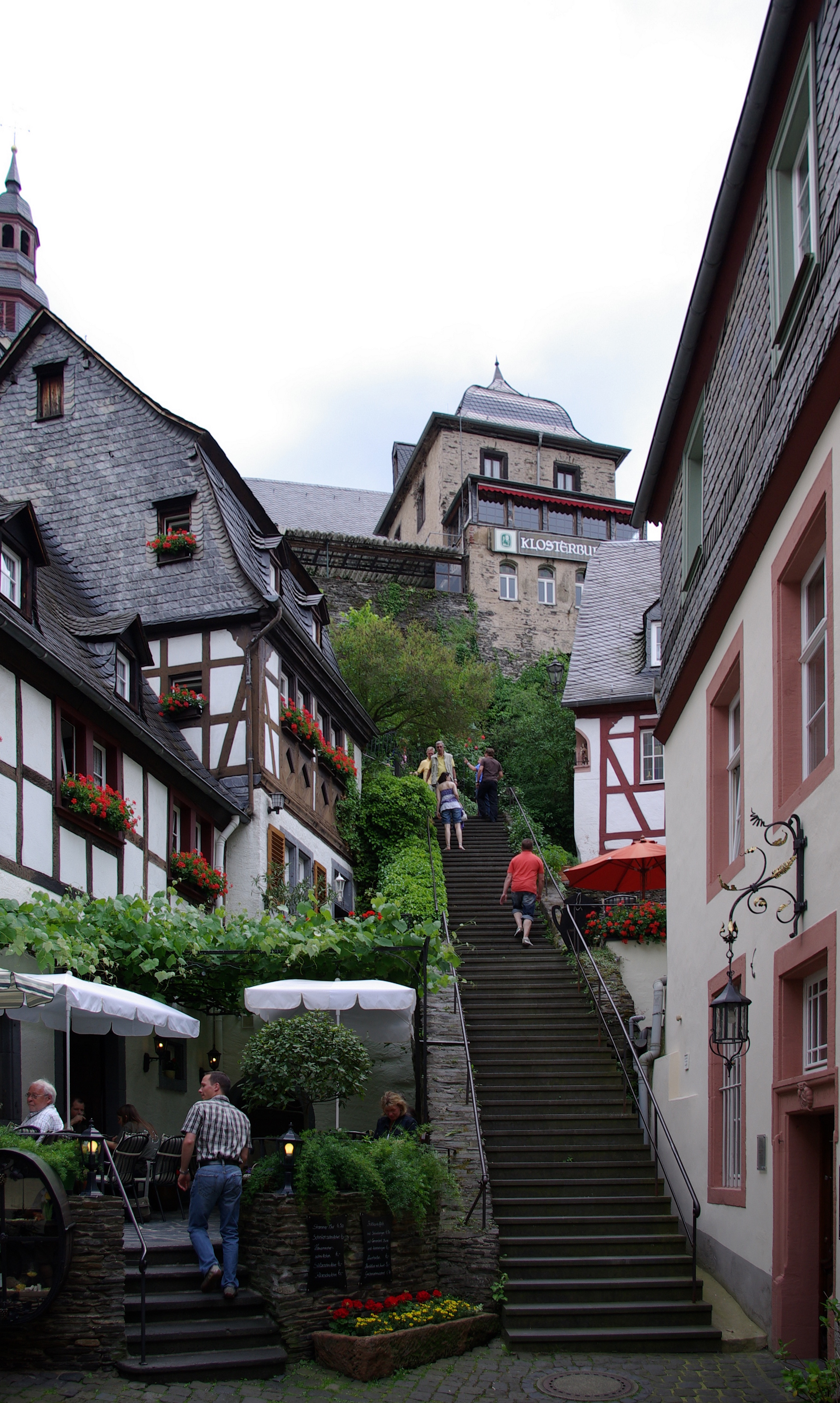
Klostertreppe, 2009, aufwärts
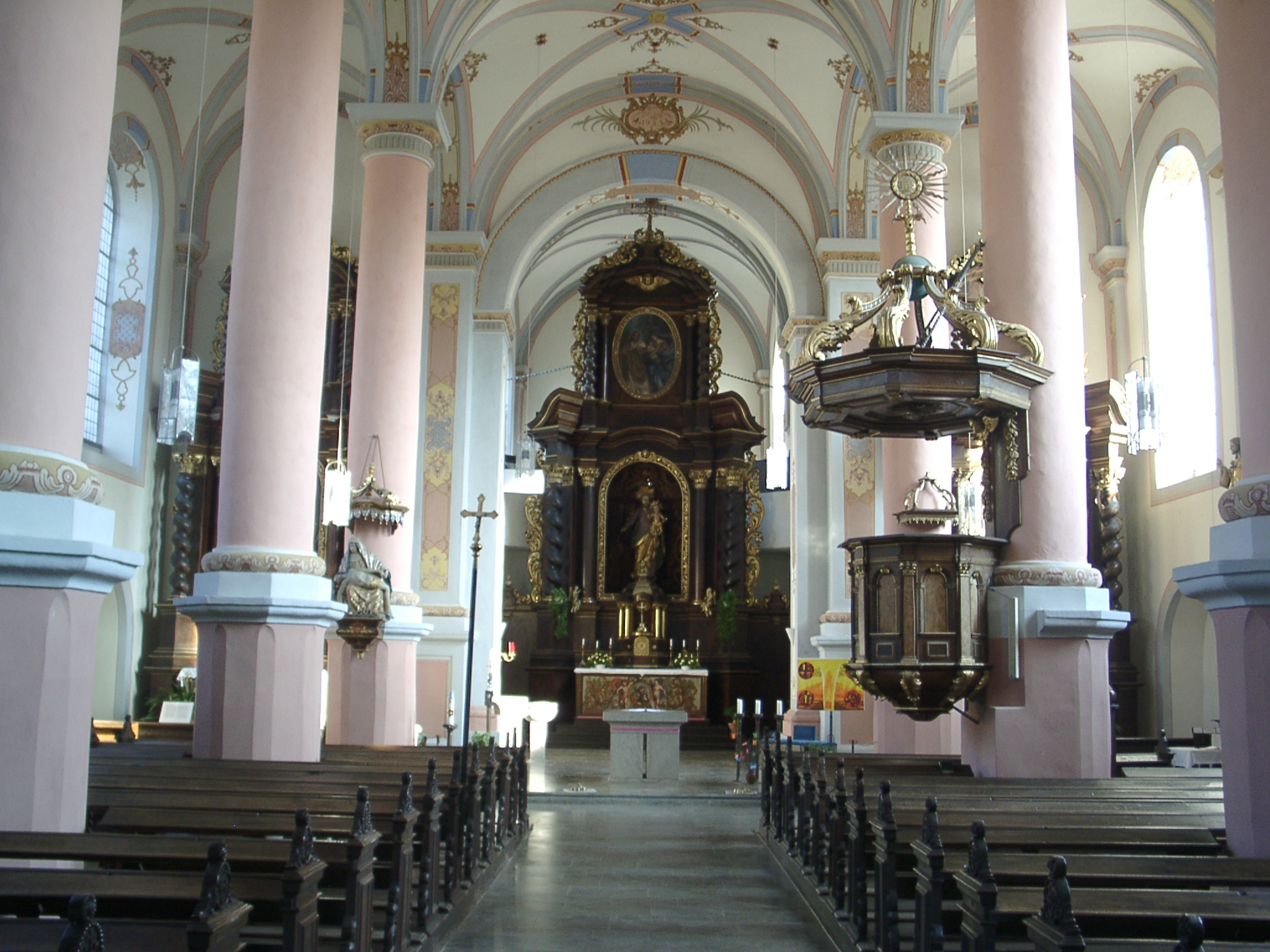
Klosterkirche St. Joseph: Innenansicht

## Persönlichkeiten
- Johann Nikolaus Becker (* 25. September 1773 in Beilstein; † 17. Dezember 1809 in Simmern), Schriftsteller  (Apollonius von Beilstein) und Friedensrichter

## Sonstiges
- Walter Henkels (1906–1987), Journalist, Pressefunktionär und Buchautor, wurde am 4. September 1981 Ehrenbürger
- Der Ort war Schauplatz zahlreicher deutscher Heimatfilme, wie zum Beispiel der bekannten Verfilmung von Der Schinderhannes mit Curd Jürgens(1958), Wenn wir alle Engel wären, 1936 mit Heinz Rühmann oder Das Verlegenheitskind, 1938 mit Ida Wüst und Paul Klinger.
- Der Ort ist ein Etappenziel des Moselsteigs.
- Anlegestelle der Moselflotte und der Moselfähre Beilstein nach Ellenz